# Verophasmatodea
Verophasmatodea - podrząd straszyków. Znajduje się w nim większość gatunków tych owadów.

## Systematyka
Podrząd został podzielony na dwa infrarzędy: Areolatae oraz Anareolatae, na podstawie posiadania lub braku areoli. W podrzędzie są 4 nadrodziny.

### Aschiphasmatoidea
Auth. Brunner von Wattenwyl, 1893
- †Archipseudophasmatidae
- Aschiphasmatidae - Brunner von Wattenwyl, 1893 (Azja południowo-wschodnia)
- Damasippoididae - Zompro, 2004 (Madagaskar)
- Prisopodidae - Brunner von Wattenwyl, 1893 (środkowa i południowa Afryka, Indie, Indo-Chiny, Malezja)

### Bacilloidea
Auth. Brunner von Wattenwyl, 1893
- Anisacanthidae - Günther, 1953 (Madagaskar)
- Bacillidae - Brunner von Wattenwyl, 1893 (Afryka, Europa)
- Heteropterygidae - Kirby, 1896 (Australazja, Wschodnia i południowo-wschodnia Azja)

### Phyllioidea
Auth. Brunner von Wattenwyl, 1893
- Phylliidae - Brunner von Wattenwyl, 1893 (Australazja, Azja, Pacyfik)

### Pseudophasmatoidea
Auth. Rehn, 1904; (obie Ameryki, Madagaskar, Azja, Australazja, Europa)
- Agathemeridae - Bradler, 2003 (monotypowy)
- Heteronemiidae - Rehn, 1904
- Pseudophasmatidae - Rehn, 1904

### Infrarząd Anareolatae
3 rodziny, które zostały umieszczone w Anareolatae, ale aktualnie (2021) uznawane są jako incertae sedis.
- Diapheromeridae - Kirby, 1904 - Worldwide distribution (except the Antarctic)
- Lonchodidae - Brunner von Wattenwyl, 1893 - Worldwide, but especially southern Africa, Asia & Australia
- Phasmatidae - Gray, 1835 - Asia, Australasia, Americas (especially South), Pacific, Africa